# Plataplochilus ngaensis
Plataplochilus ngaensis är en fiskart som först beskrevs av Ahl 1924.  Plataplochilus ngaensis ingår i släktet Plataplochilus och familjen Poeciliidae. IUCN kategoriserar arten globalt som livskraftig. Inga underarter finns listade i Catalogue of Life.